# 胡格诺派-瓦隆人三百周年半美元
胡格诺派－瓦隆人三百周年半美元（英語：Huguenot-Walloon Tercentenary half dollar）又名胡格诺派－瓦隆人半美元（Huguenot-Walloon half dollar），是美国铸币局1924年发行的一种纪念币，旨在纪念1624年“新荷兰号”抵达纽约地区三百周年。这艘船上的许多乘客曾是今天的比利时境内居民，人称瓦隆人，抵达新大陆后，他们成为最早定居纽约州及其周边的移民之一。
美国联邦教会理事会组建委员会，争取在“新荷兰号”航程三百周年之际发行半美元纪念币，国会于1923年在没有人反对的情况下通过法案，再经总统沃伦·盖玛利尔·哈定签字生效。委员会主席约翰·贝尔·斯托德特神父准备有多份草图，已近杖朝之年的铸币局首席雕刻师乔治·摩根根据草图制出石膏模型。美国美术委员会起初拒绝批准模型，要求做多项调整，并由野牛镍币的设计师詹姆斯·厄尔·弗雷泽监督完成。
国会共计授权铸造30万枚半美元，但实际出产的还不到一半，并且还有5万5000枚送回铸币局并进入市场流通。宗教团体的背书导致纪念币发行引来非议，威廉一世和加斯帕尔·德科利尼虽被胡格诺派教众视为先烈，但在“新荷兰号”启程数十年前就已辞世，所以选择两人的头像放在银币正面之举同样招来质疑。时至今日，这种纪念币视成色而定，价格在数百美元不等。

## 背景
胡格诺派指法国信奉克爾文派歸正宗的新教徒，他们经常同多數派的天主教信徒发生冲突。法国在16至17世纪出现迫害胡格诺派的高潮，这其中又以1572年的圣巴托罗缪之夜大屠杀最为轰动，胡格诺派政军领袖加斯帕尔·德科利尼上将就在这天遇害，许多胡格诺派教众因此逃离该国。
部分逃离法国的胡格诺派人士在如今比利时一带定居，人称瓦隆人，还有一些则抵达荷兰。奥兰治亲王威廉一世则是荷兰独立战争期间反抗西班牙的领袖人物之一，于1584年被亲西班牙的极端主义者巴尔塔萨·热拉尔（Balthasar Gérard）刺杀。除此以外，还有部分胡格诺派教众在别处安定下来：1624年3月29日，“新荷兰号”启程前往新大陆荷兰属地新尼德兰，这里便是日后纽约州的组成部分，此后还有更多船只抵达北美，船上乘客中有许多便是新尼德兰最早的定居者。1626年，荷兰西印度公司总干事彼得·米努伊特（Peter Minuit）用价值约60荷兰盾（常被记载成24美元）的物品从美洲原住民手中换来曼哈顿岛。
1922年，美国联邦教会理事会组建胡格诺派－瓦隆人新荷兰委员会。美国总统沃伦·盖玛利尔·哈定是委员会的名誉会长，比利时国王阿尔贝一世同意担任名誉主席。在主席约翰·贝尔·斯托德特神父（Rev. John Baer Stoudt）的带领下，委员会计划为“新荷兰号”航程三百周年举行纪念活动，还希望能发行纪念邮票和纪念币。美国当时发行的纪念币并非由政府直接销售，而是经国会在授权发行硬币的法案中指令某个组织拥有以面值买断所有纪念币的独家权利，之后再将之加价向公众贩售。

## 立法
1923年1月15日，宾夕法尼亚州议员、胡格诺派后裔弗雷德·格恩内德（Fred Gernerd）在联邦众议院递交法案，要求授权发行胡格诺派－瓦隆人半美元。2月7日，众议院铸币和度量衡委员会召开听证会，会议由印第安纳州共和党议员阿尔伯特·维斯塔（Albert Vestal）主持。格恩内德在现场告知委员会，计划在1924年举办地方性庆祝活动，庆祝三百年前胡格诺派抵达北美多个城市并定居至今。格恩内德还称，虽然半美元的销售所得将按以往纪念币的惯例用于纪念活动，但这总体上只是种仪式，活动并不真正依赖这些收入。此外他还提醒众人，“五月花号”启航三百周年之际，美国也曾发行半美元纪念币。

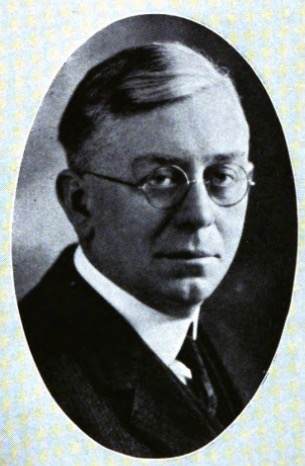
约翰·贝尔·斯托德特神父

维斯塔表示，法案中没有说明到底由谁来订购新发行的硬币，所以他无法支持，格恩内德对此回应称纽约第五国民银行已经同意订购。斯托德特神父在出席听证会时称，胡格诺派－瓦隆人新荷兰委员会计划在纪念币其中一面刻上“新荷兰号”，另一面则是彼得·米努伊特从美洲原住民手中买下曼哈顿的情景。新泽西州联邦众议员欧内斯特·阿克曼（Ernest R. Ackerman）在听证会上短暂发言表态支持法案，他还指出，人们买下这些半美元后很可能留作纪念，不会用于市场流通，这样政府也就无需赎回，进而凭此获利。西弗吉尼亚州联邦众议员韦尔斯·古迪康兹（Wells Goodykoontz）也发言表示支持法案。到听证会现场作证的证人都要求国会通过法案，这些证人还包括联邦教会理事会秘书··沃森（E.O. Watson）领头的多名牧师。1923年2月3日，维斯塔向众议院递交报告，建议通过法案，他还为法案增加修正案，要求加上纽约第五国民银行作为银币订购组织的说明。
1923年1月29日，宾夕法尼亚州议员戴维·里德（David A. Reed）在联邦参议院提出类似法案，法案转交银行和货币委员会审议。2月9日，宾夕法尼亚州参议员乔治·佩珀（George Pepper）向联邦参议院递交报告，表示支持法案，参议院最终在没有反对票的情况下通过法案。次日，众议院收到参议院通过的法案后交由维斯塔领导的铸币和度量衡委员会审议。2月19日，众议院同样在没有反对票的情况下通过法案。格恩内德提议用参议院通过的法案代替众议院的版本（两者完全相同），议会通过建议，他又递交修正案，建议在法案文本中说明新币由纽约第五国民银行订购。德克萨斯州议员托马斯·布兰顿（Thomas L. Blanton）对此多次提问，希望了解这家银行的资质及背景，但在得知银行不会因订购这些硬币得到任何补偿，并且哈丁总统是胡格诺派－瓦隆人新荷兰委员会的名誉会长后就没有再提出问题。修订后的法案在众议院通过，这次同样没有人反对。次日，参议院表示认可众议院的修订，法案于1923年2月26日经哈丁总统签字后颁布，其中授权发行的半美元数量上限为30万枚。

## 准备

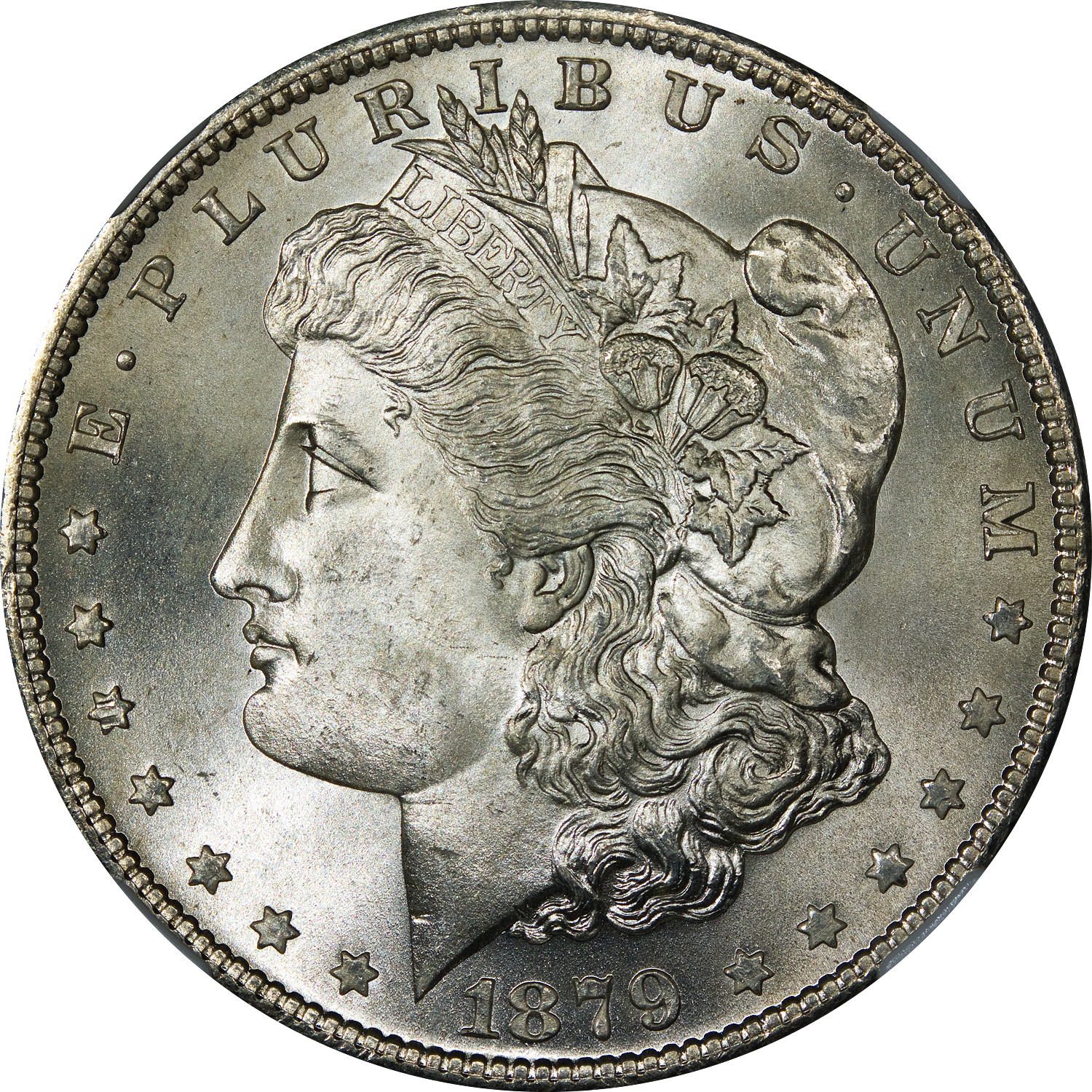
乔治·摩根曾于1878年设计出摩根银元（图）

斯托德特除提供硬币设计构想外，还准备有多份草图。胡格诺派－瓦隆人新荷兰委员会并没有聘请民间设计师，而是选择1923年时已78岁高龄的铸币局首席雕刻师乔治·摩根制作石膏模型。摩根最富盛名的作品是1878年设计的摩根银元，1917年升任首席雕刻师前，他曾在助理雕刻师位置上做过40个年头，其中绝大部分时间都是同前任首席雕刻师查尔斯·爱德华·巴伯共事。巴伯和摩根都觉得硬币应该由铸币局的雕刻师设计，所以有时会对参与钱币设计的民间雕塑师心存芥蒂。
1923年10月26日，摩根制作的模型送交美国美术委员会审议，根据哈丁总统1921年发布的行政命令，该机构可以从咨询角度对硬币设计提出意见。检视模型的是曾设计野牛镍币的雕塑家詹姆斯·厄尔·弗雷泽（James Earle Fraser）。11月19日，美术委员会主席查尔斯·摩尔（Charles Moore）致信铸币局局长罗伯特·格兰特（Robert J. Grant），称硬币设计空有美好构想，实际效果却很糟糕，无论铭文、头像还是船只的设计效果都很差。模型整体做工没有达到此前多种硬币的卓越标准，所以委员会不予认可。
经过商议，各方同意由摩根在弗雷泽的监督下修改模型。钱币学家安东尼·斯沃泰克（Anthony Swiatek）和沃尔特·布林（Walter Breen）认为，此时尚在大量生产的野牛镍币上有弗雷泽的姓名首字母缩写，但当时生产的任何常规币种都没有巴伯或摩尔的姓名首字母缩写，再加上这次摩根制作的模型又被弗雷泽否决，还要在其监督下修改，铸币局首席雕刻师对此肯定倍感屈辱。1924年1月3日，弗雷泽致信摩尔，称新模型已有显著改善，但他对维斯塔向胡格诺派－瓦隆人新荷兰委员会建议模型由铸币局而非民间艺术家制作深感不满，因为铸币局的官员曾告知维斯塔，说民间人士制作的模具往往浮雕太高，给硬币量产带来很大困难。在弗雷泽看来，这种持续不断的指控不但神经质，而且有故意误导之嫌。最终，美术委员会表态支持修改后的设计。

## 设计

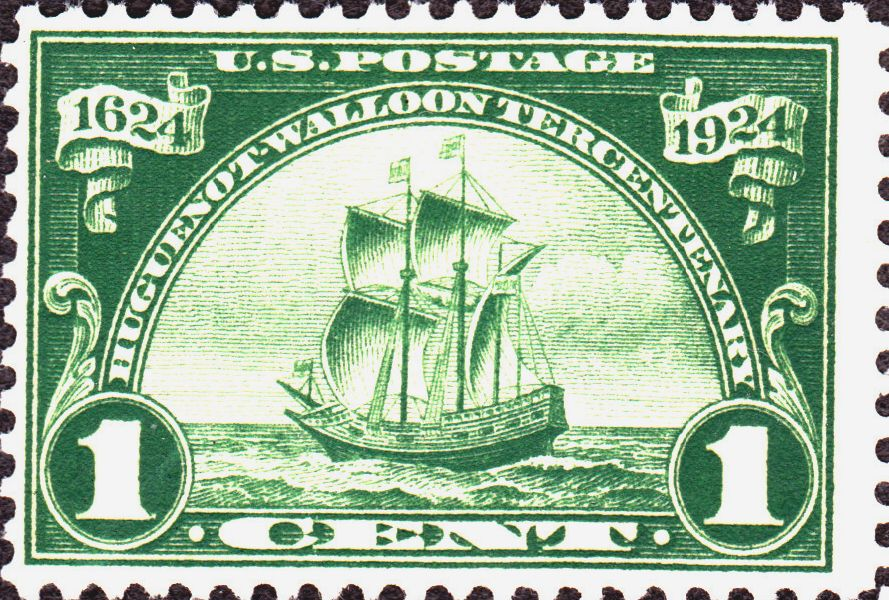
美国邮政部为此次周年纪念发行的一美分邮票，其设计图案同半美元的背面相似。

纪念币正面是加斯帕尔·德科利尼上将（1519至1572年）和奥兰治亲王威廉一世（1533至1584年）的头像，两人都是新教的改革领袖，同“新荷兰号”没有任何直接联系，该船启航时两人都已遇害超过40年。斯沃泰克认为，“严格来说，他们同1624年的旅程只存在精神上的关系”，因为胡格诺派教众视两人为先烈。美国铸币局局长的1924年年度报告中则称两人是“争取公民和宗教自由的领袖”。钱币学作家阿利·斯拉巴夫（Arlie Slabaugh）指出，这款纪念币的发行虽然激起一些争议，但考虑到其正面人物是新荷兰定居者尊崇的先辈，硬币本身应该不会承载什么宗教理念，而且对美国基督教会的宣传推广作用也微不足道。
1924年3月29日发行的耶稣会杂志《美国》（America）刊出评论文章，称多份报纸上的描述有欠准确，这款纪念币的新教倾向要明显得多。文中还断言，硬币正面的两人绝非因信仰而死，并且都是反天主教分子。文中称联邦政府上当受骗，发行这么一款胡格诺派半美元来代表纽约州的三百年殖民史。北卡罗莱纳州胡格诺派协会主席对此通过《纽约时报》的读者来信栏目回应称，历史已经证明，德科利尼和威廉一世都是为争取宗教自由而殉难的烈士。
硬币正面的头像下方有两人的名字，头上还戴有各自时代的帽子，脸朝向硬币右侧的铭文（“我们相信上帝”）。这句话在美国硬币上很常见，除此以外，胡格诺派－瓦隆人三百周年半美元上没有其它美国格言。两人头像上方有（“美利坚合众国”）字样，下方则是（“胡格诺派半美元”）。另外，德科利尼肩上还有摩根的姓氏首字母。银币背面刻有“新荷兰号”和字样（“胡格诺派－瓦隆人寻找新荷兰三百周年”），船的两侧分别有年份1624和1924。除用在纪念币上外，美国邮政局为此次三百周年纪念活动发行的一美分邮票同样是采用斯托德特的设计稿。
据艺术史学家科尼利厄斯·弗缪尔（Cornelius Vermeule）记载，胡格诺派－瓦隆人三百周年半美元有可能是服务铸币局近半个世纪的摩根最后的绝唱之一（摩根于1925年初去世）。在他看来，摩根在铸币事业上长期奉献、作品极多，这枚纪念币则是一次有份量、有价值的总结。不但标志着艺术家在相对保守的框架内仍能发挥出想象力，还代表他总体上非常高超的工艺水准。弗缪尔据此认为，胡格诺派－瓦隆人三百周年半美元足以证明，美国铸币局培养出来的模具雕刻师完全拥有不容置疑的设计功底，足以呈现出非常丰富的细节。

## 投产、发行及收藏

胡格诺派－瓦隆人三百周年半美元背面模具的单面试铸币，摄于美国国家钱币收藏。

1924年2月和4月，费城铸币局共计出产142,080枚胡格诺派－瓦隆人三百周年半美元，其中80枚由铸币局保留給美国化验委员会在1925年的检测。为了提高销量，胡格诺派－瓦隆人新荷兰委员会聘请当时全美最具名望的钱币学家、美国钱币协会主席莫里茨·沃尔姆瑟（Moritz Wormser）担任销售总代理。斯托德特也是美国钱币协会成员，再加上沃尔姆瑟的参与，令钱币学家约翰··琼斯（John F. Jones）认为美国钱币协会之前肯定已就发行半美元纪念币事宜有过协商，这种情况可谓前所未有。
银币通过纽约第五国民银行及其它网点向公众销售，单价一美元。部分团体组织可以批发。硬币销量不及预期，有5万5000枚在退回铸币局后进入市场流量充当货币使用。这种硬币出现磨损的情况相对较少，钱币经销商兼作家昆汀·戴维·鲍尔斯（Q. David Bowers）认为，这很可能是因为人们不会用这些纪念币做为零钱使用。半美元的销售所得之后用于1924年5月纽约市举办的庆祝活动，史泰登岛上的国家胡格诺派纪念教堂便是在此次活动中落成。美国钱币协会发行的《钱币学家》（The Numismatist）杂志曾刊文，探讨选择同“新荷兰号”没有任何联系的德科利尼和威廉一世作为半美元正面人物是否恰当，同时国家在基督教会的支持下发行硬币之举是否同联邦宪法第一条修正案中有关“不得确立国教”的条款相冲突。媒体对选择德科利尼和威廉一世不以为然，觉得两人对纪念币主旨毫无意义，同时对其中的宗教意向也抱负面态度。1925年，明尼苏达州联邦众议员、路德会牧师奥莱·朱尔逊·卡维尔（Ole Juulson Kvale）希望能为挪威裔美国人百年庆典活动发行纪念币，但在胡格诺派－瓦隆人三百周年半美元的争议影响下，这种提议在政治上已经不可能通过，卡维尔最终退而求其次，建议国会授权发行纪念勋章并获批准。
据阿利·斯拉巴夫在1975年出版的纪念币主题著作中记载，铸币局曾试铸过一枚只有背面设计的铜质单面币。斯沃泰克曾于2012年声称硬币正面和背面都有试铸币存在。根据理查德·约曼（Richard S. Yeoman）2015年版的《美国钱币指南手册》（A Guide Book of United States Coins），视成色而定，胡格诺派－瓦隆人三百周年半美元的价格在130至650美元之间。2014年，一枚近乎原始状态的样币以2115美元成交。

## 脚注
1. 1 2 3  Slabaugh，第59頁.
2. 1 2 3  Flynn，第103頁.
3. ↑  House of Representatives hearings，第6–7頁.
4. ↑  Swiatek & Breen，第105–106頁.
5. ↑  Slabaugh，第3–5頁.
6. 1 2 3  introduction.
7. ↑  House of Representatives hearings，第1–4頁.
8. ↑  House of Representatives hearings，第4–11頁.
9. ↑  Vestal.
10. ↑  1923年2月2日美国国会纪录.
11. ↑  1923年2月9日美国国会纪录.
12. ↑  1923年2月10日美国国会纪录.
13. 1 2  1923年2月19日美国国会纪录.
14. ↑  1923年2月20日美国国会纪录.
15. ↑  Taxay，第69–70頁.
16. 1 2 3  Swiatek & Breen，第106頁.
17. 1 2 3 4  Taxay，第70頁.
18. ↑  Taxay，第v–vi頁.
19. ↑  Swiatek & Breen，第105頁.
20. 1 2  Swiatek，第146頁.
21. ↑  Flynn，第104頁.
22. ↑  Slabaugh，第58頁.
23. ↑  Zwierlein，第565頁.
24. ↑  Zwierlein，第566頁.
25. ↑  1924年4月6日纽约时报.
26. ↑  Swiatek，第145–146頁.
27. ↑  Vermeule，第167頁.
28. ↑  Vermeule，第167–168頁.
29. 1 2  Bowers，第174頁.
30. ↑  Jones，第394頁.
31. ↑  Bowers，第174–175頁.
32. ↑  Jones，第394–395頁.
33. ↑  Shultz，第1287頁.
34. ↑  Yeoman，第1131頁.